# Тропе (Малопольське воєводство)
Тропе (пол. Tropie) — село в Польщі, у гміні Городок-над-Дунайцем Новосондецького повіту Малопольського воєводства.
Населення — 533 особи (2011).

## Демографія
Демографічна структура станом на 31 березня 2011 року:
|          | Загалом | Допрацездатний вік | Працездатний вік | Постпрацездатний вік |
| -------- | ------- | ------------------ | ---------------- | -------------------- |
| Чоловіки | 279     | 66                 | 174              | 39                   |
| Жінки    | 254     | 56                 | 133              | 65                   |
| Разом    | 533     | 122                | 307              | 104                  |